# Slovácké divadlo
Slovácké divadlo je divadlo v Uherském Hradišti. Bylo založeno v roce 1945 a tehdy svou činnost zahájilo hrou Gabriely Preissové Její pastorkyňa.
Od roku 1978 patří k divadlu i Malá scéna. Ředitelkou Slováckého divadla je Ing. Libuše Habartová (od 10. 12. 2020), uměleckým šéfem je režisér Lukáš Kopecký (od 1. 1. 2020).

## Herci
- Tomáš Šulaj – cena Thálie z roku 2005

## Repertoár

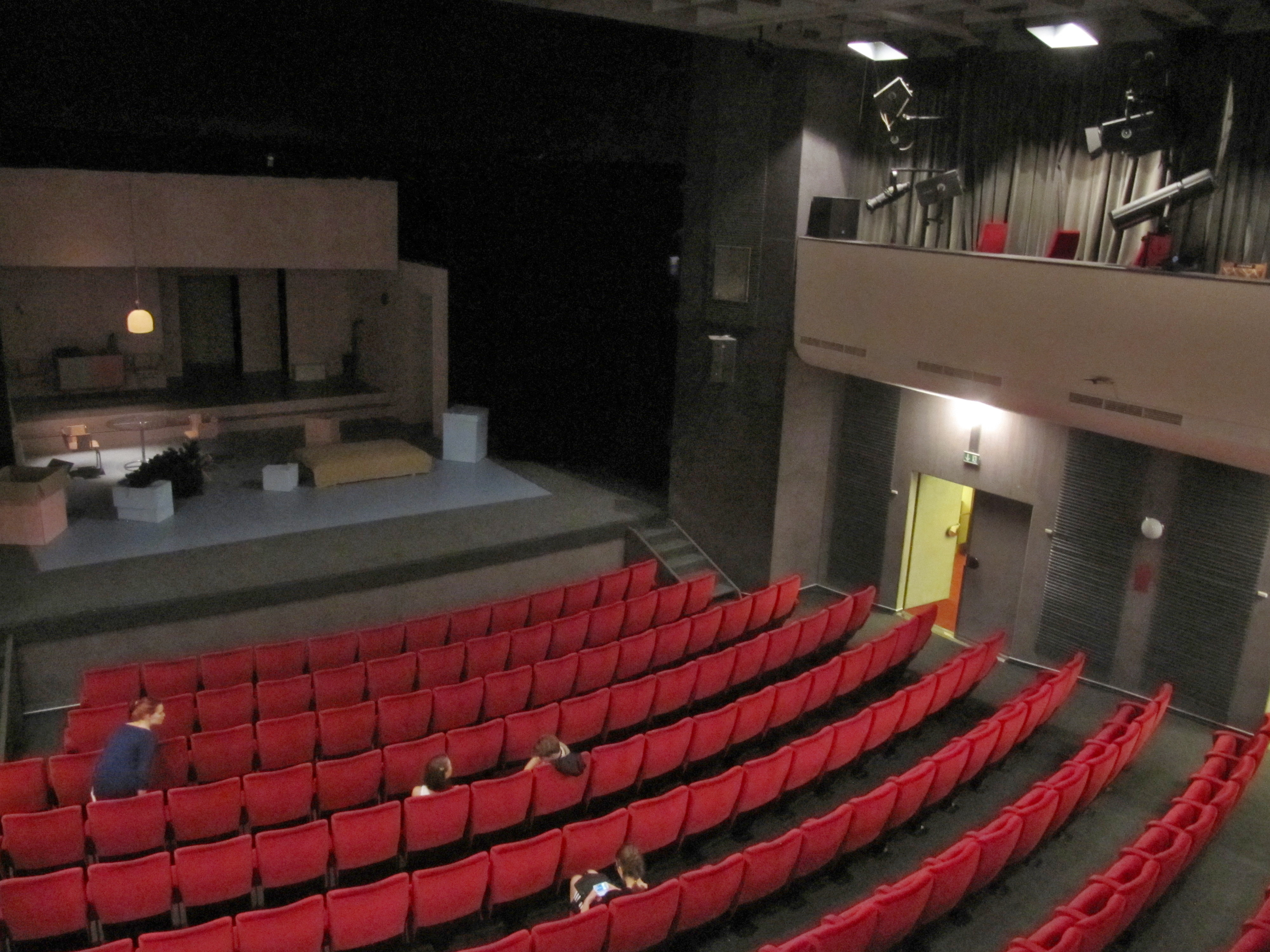
Interiér slováckého divadla

zdroj

### Velká scéna
- 1+2=6 (Jeden a dvě je šest) (Ray Cooney)
- Falešné našeptávání (Pierre de Marivaux)
- Fidovačka (Josef Kajetán Tyl, František Škroup)
- Hra o pyžama (George Abbott, Richard Bissell, Richard Adler, Jerry Ross)
- KDY bude po válce
- Králova řeč (David Seidler)
- Kříž u potoka (Karolína Světlá)
- Mnoho povyku pro nic (William Shakespeare)
- Nájemníci (Michael Cooney)
- Platonov – Ztratil Hospodin trpělivost? (Anton Pavlovič Čechov)
- Pokrevní bratři (Willy Russell)
- Přes Ploty (Fedor Gál @ Matěj, s překladem Miroslava Zelinského)
- Rodina Tótů (István Örkény)
- Rychlé Šípy (Jaroslav Foglar)
- Špalíček veršů a pohádek (František Hrubín)
- Cyrano z Bergeracu
- Dealer's Choice
- Limonádový Joe
- Romeo a Julie
- Tři sestry
- Třináckrát za svědka
- Jesus Christ Superstar
- Lichožrouti
- Opilí

### Malá scéna
- Autista – Moje zatracené nervy! (Alžběta Michalová)
- Vosa

### off repertoár
- Úča musí pryč! (Lutz Hübner)
- Večer na psích dostizích (Matt Charman)
- Teror